# Pyrura

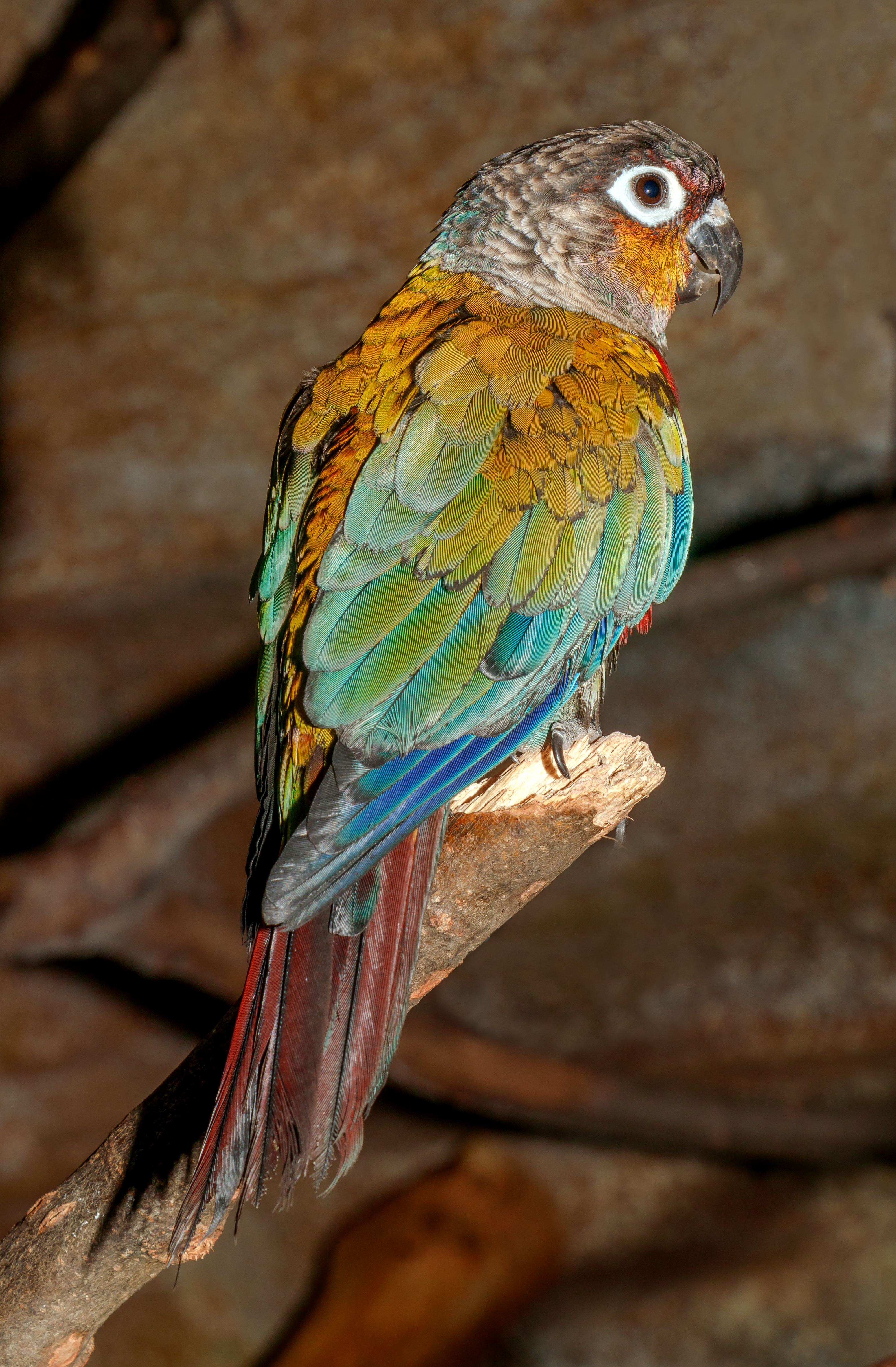
Pyrura perlový

Pyrura (Pyrrhura) je rozsáhlý rod z čeledi papouškovití. Zahrnuje celkem 31 druhů, díky čemuž je po rodu amazoňan (Amazona) druhým největším rodem papoušků. Pyrurové jsou endemitními druhy Jižní Ameriky. Ačkoliv některé druhy, jako například pyrura zelenolící, jsou běžně chovány v zajetí, jiné druhy, jako například pyrura rovníkový, jsou silně ohrožené.
Pro tyto papoušky je typické převážně zelené zbarvení, dlouhý špičatý ocas a výrazný oční kroužek, zbarvený šedě nebo bíle.

## Seznam druhů
- Pyrura běloprsý (Pyrrhura albipectus)
- Pyrura bělouchý (Pyrrhura leucotis)
- Pyrura černohlavý (Pyrrhura rupicola)
- Pyrura černouchý (Pyrrhura hoematotis)
- Pyrura červenokřídlý (Pyrrhura devillei)
- Pyrura hnědohlavý (Pyrrhura lucianii)
- Pyrura hnědoocasý (Pyrrhura melanura)
- Pyrura hnědoprsý (Pyrrhura calliptera)
- Pyrura hnědouchý (Pyrrhura frontalis)
- Pyrura kolumbijský (Pyrrhura subandina)
- Pyrura madeirský (Pyrrhura snethlageae)
- Pyrura mirandský (Pyrrhura emma)
- Pyrura modravý (Pyrrhura lepida)
- Pyrura modrobradý (Pyrrhura cruentata)
- Pyrura modročelý (Pyrrhura picta)
- Pyrura pacifický (Pyrrhura pacifica)
- Pyrura panamský (Pyrrhura eisenmanni)
- Pyrura paráský (Pyrrhura amazonum)
- Pyrura perijský (Pyrrhura caeruleiceps)
- Pyrura perlový (Pyrrhura perlata)
- Pyrura peruánský (Pyrrhura peruviana)
- Pyrura Pfrimerův (Pyrrhura pfrimeri)
- Pyrura rovníkový (Pyrrhura orcesi)
- Pyrura rudohlavý (Pyrrhura rhodocephala)
- Pyrura rudoramenný (Pyrrhura egregia)
- Pyrura říční (Pyrrhura roseifrons)
- Pyrura sarayacký (Pyrrhura parvifrons)
- Pyrura šedoprsý (Pyrrhura griseipectus)
- Pyrura zelenavý (Pyrrhura viridicata)
- Pyrura zelenolící (Pyrrhura molinae)
- Pyrura žlutokřídlý (Pyrrhura hoffmanni)

## Galerie

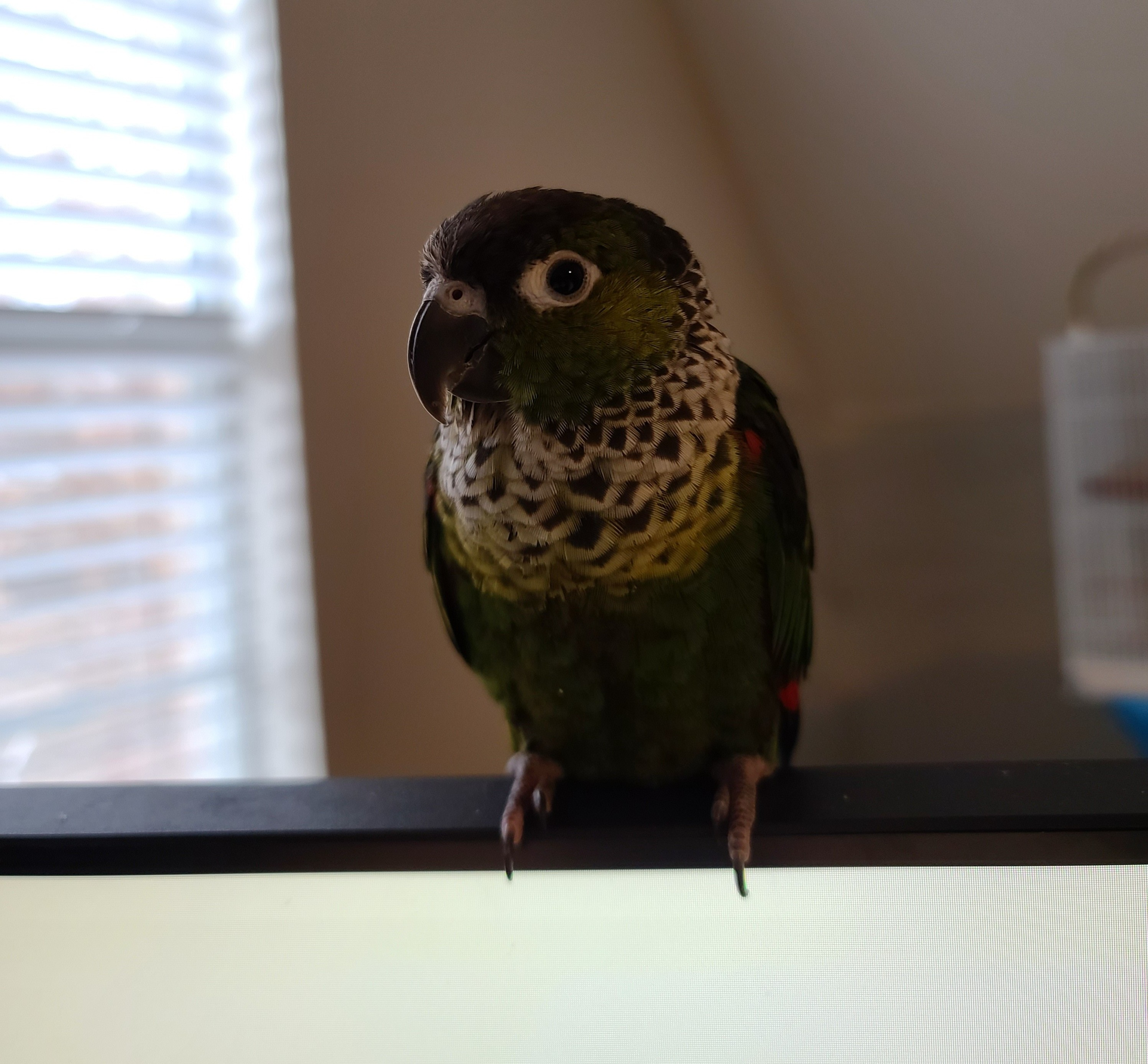
Pyrura černohlavý
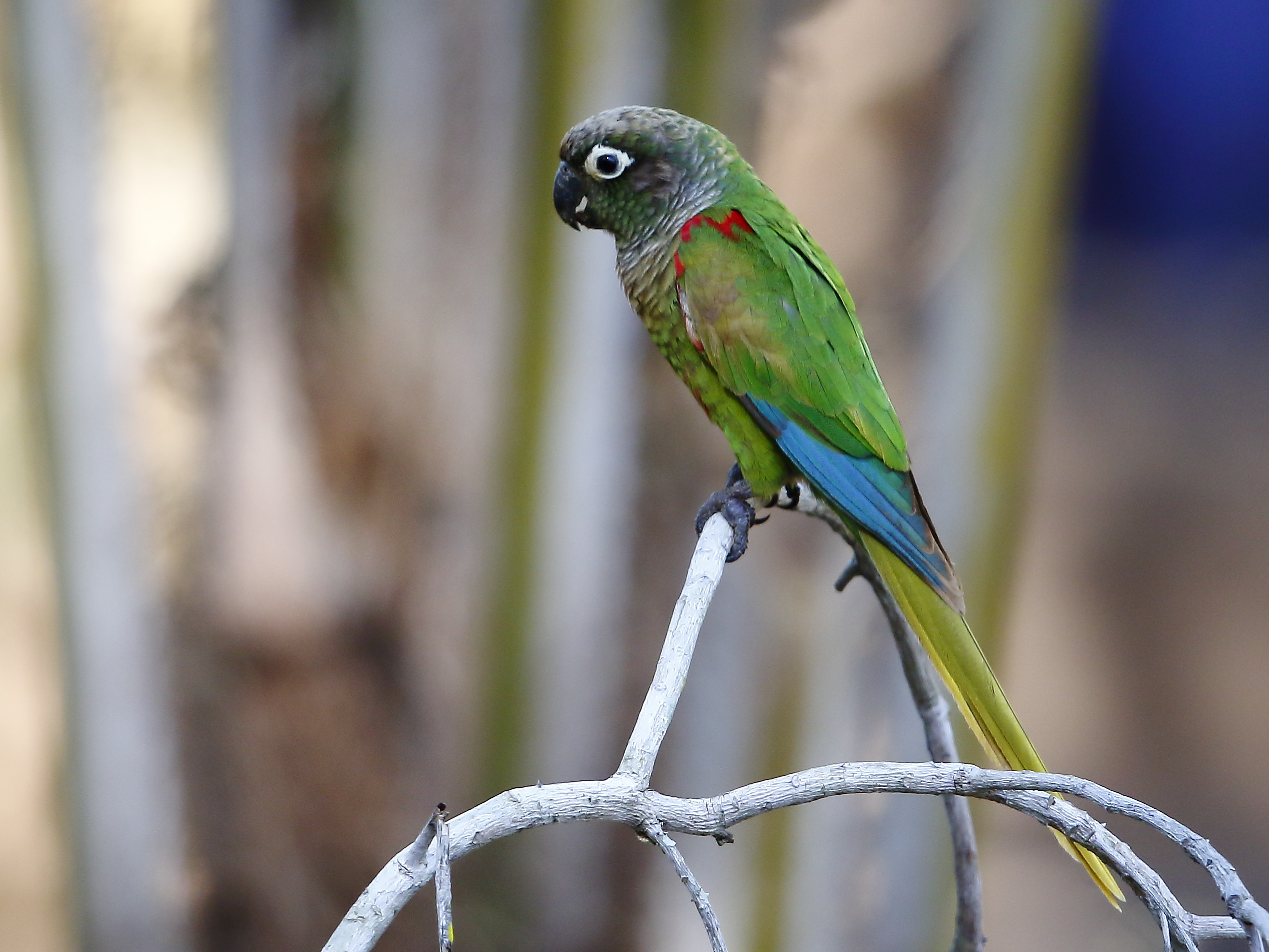
Pyrura červenokřídlý
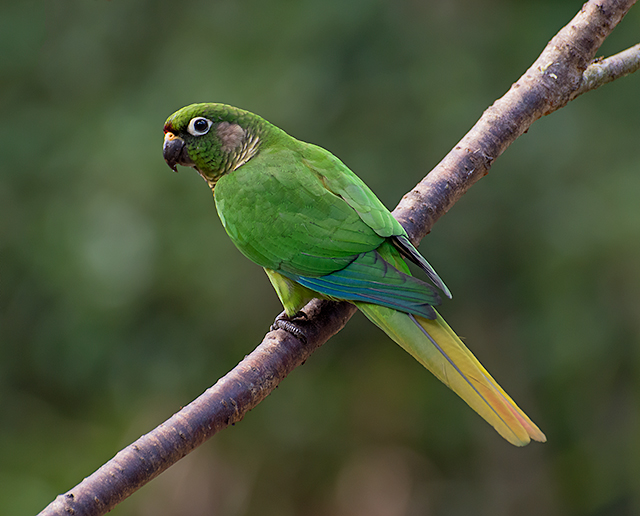
Pyrura hnědouchý
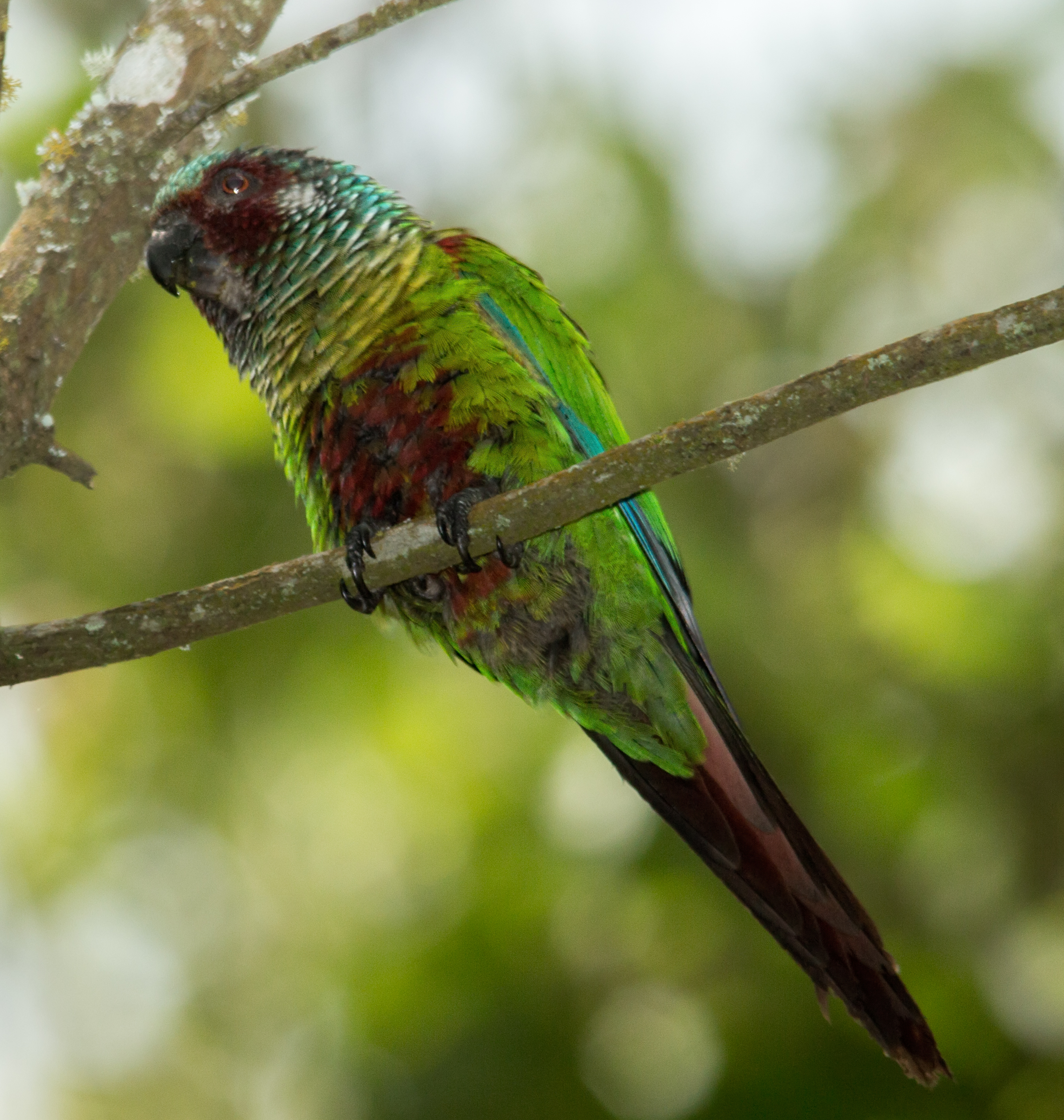
Pyrura mirandský
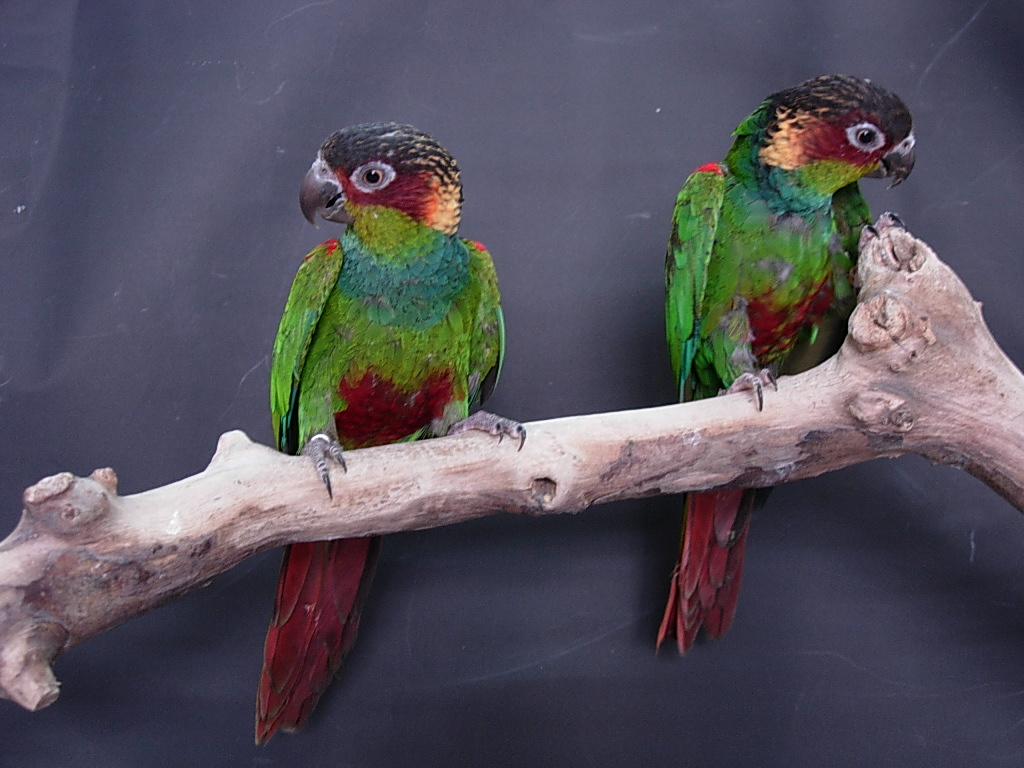
Pyrura modrobradý
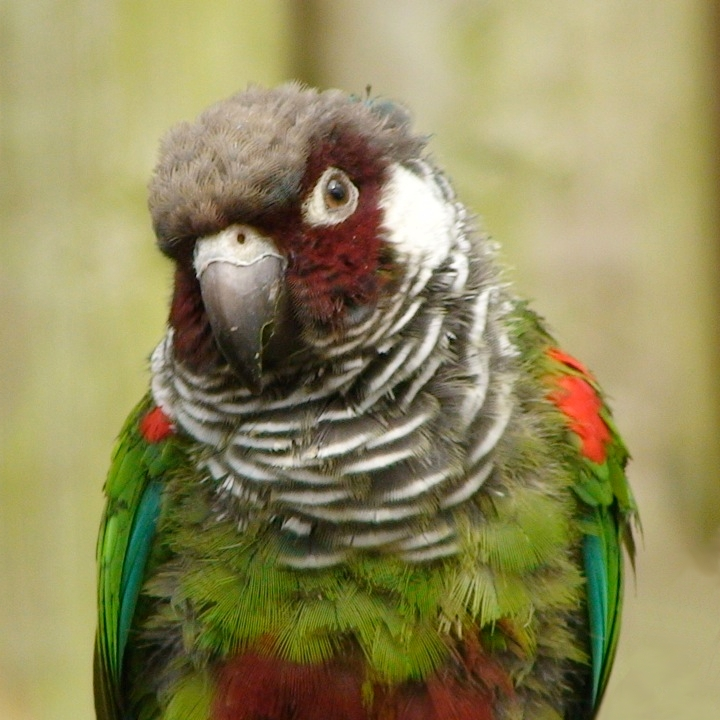
Pyrura šedoprsý